# 여사건
확률론에서 여사건(餘事件, complementary event)은 어떠한 사건이 일어나지 않을 사건이다. 사건 A와 여사건 A는 상호 배타적인 관계이다. 여사건 A는 보통 A′, Ac, {\displaystyle \neg }A, A 등으로 표기한다. 사건이 주어지면 해당 사건과 여사건은 베르누이 시행(사건이 발생했는가, 발생하지 않았는가?)을 정의한다.

## 같이 보기
- 부정 (논리학)
- 배타적 논리합
- 이항 분포